# Centro Aeroespacial Alemán
El Deutsches Zentrum für Luft- und Raumfahrt e.V. (en español Centro Aeroespacial Alemán, literalmente Centro Alemán para el Viaje Aeroespacial, llamado frecuentemente por su acrónimo DLR) es el centro de investigación nacional para aviación y vuelos espaciales de Alemania y de la Agencia Espacial Alemana. DLR es miembro de la Asociación Helmholtz.
Sus amplios campos de investigación y desarrollo incluyen varias áreas de cooperación nacional e internacional. Además de los proyectos investigadores, DLR es la agencia central designada para las actividades alemanas de vuelos espaciales y temas relacionados. DLR administra el presupuesto del gobierno alemán en temas relacionados con el espacio, que totaliza 846 millones de euros (1242 millones de dólares).

## Historia
El DLR se creó en 1969 bajo el nombre de Deutsche Forschungs- und Versuchsanstalt für Luft- und Raumfahrt (DFVLR) (en español "Instituto de Investigación y Verificación Alemán para la Aviación y los Vuelos Espaciales") tras la fusión de tres entes: Aerodynamische Versuchsanstalt, AVA  (en español "Laboratorio de Aerodinámica"), el Deutsche Versuchsanstalt für Luftfahrt, DVL ("Laboratorio Alemán de Aviación") y el Deutsche Forschungsanstalt für Luftfahrt, DFL  ("Instituto Alemán de Investigación de la Aviación").
En 1989, el DFVLR fue renombrado a Deutsche Forschungsanstalt für Luft- und Raumfahrt, DLR ("Centro Alemán de Investigación de Aviación y Vuelos Espaciales"). Tras la fusión con la Deutsche Agentur für Raumfahrtangelegenheiten, DARA ("Agencia Alemana de Vuelos Espaciales") en 1997, se renombró de nuevo a la denominación actual Deutsches Zentrum für Luft- und Raumfahrt.

## Filiales

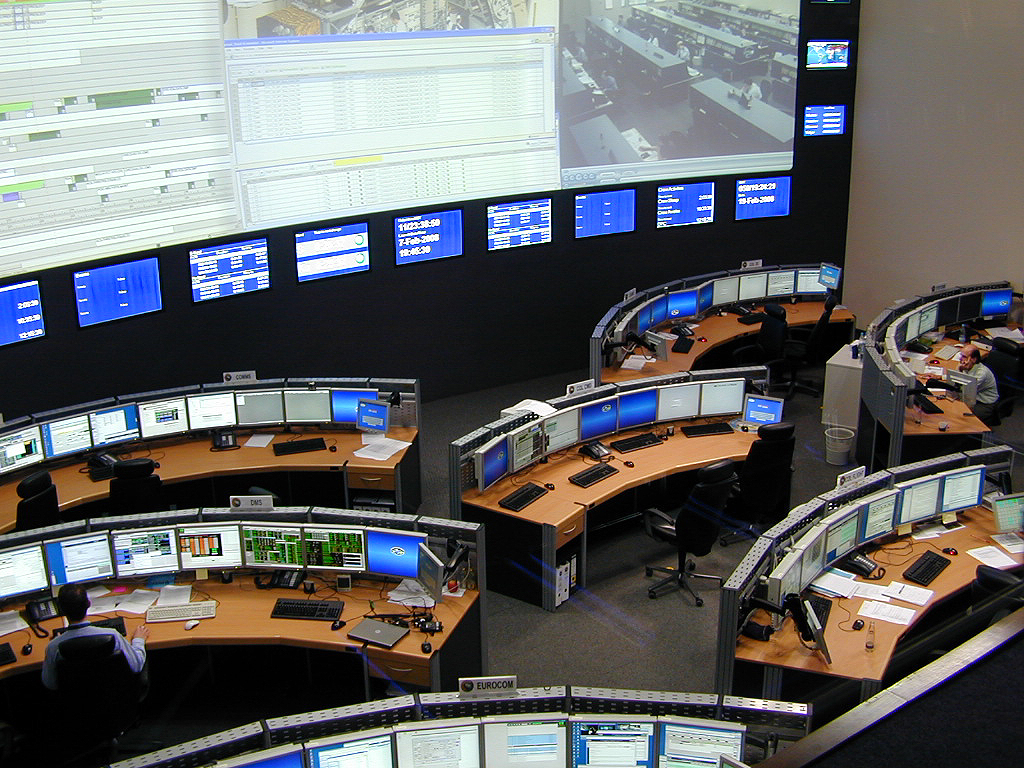
Centro Alemán de Operaciones Espaciales (GSOC), Oberpfaffenhofen (Múnich)

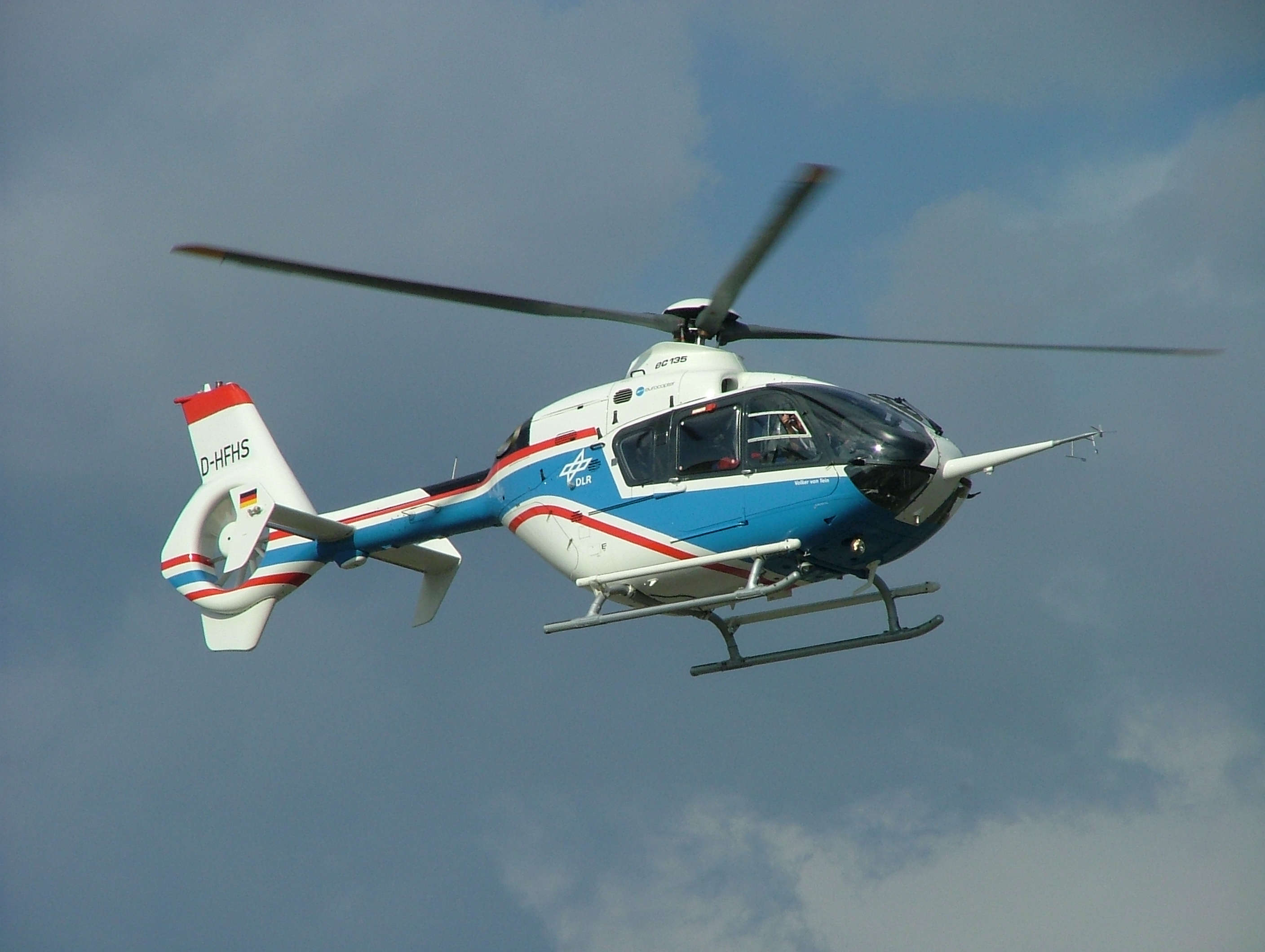
Helicóptero de DLR.

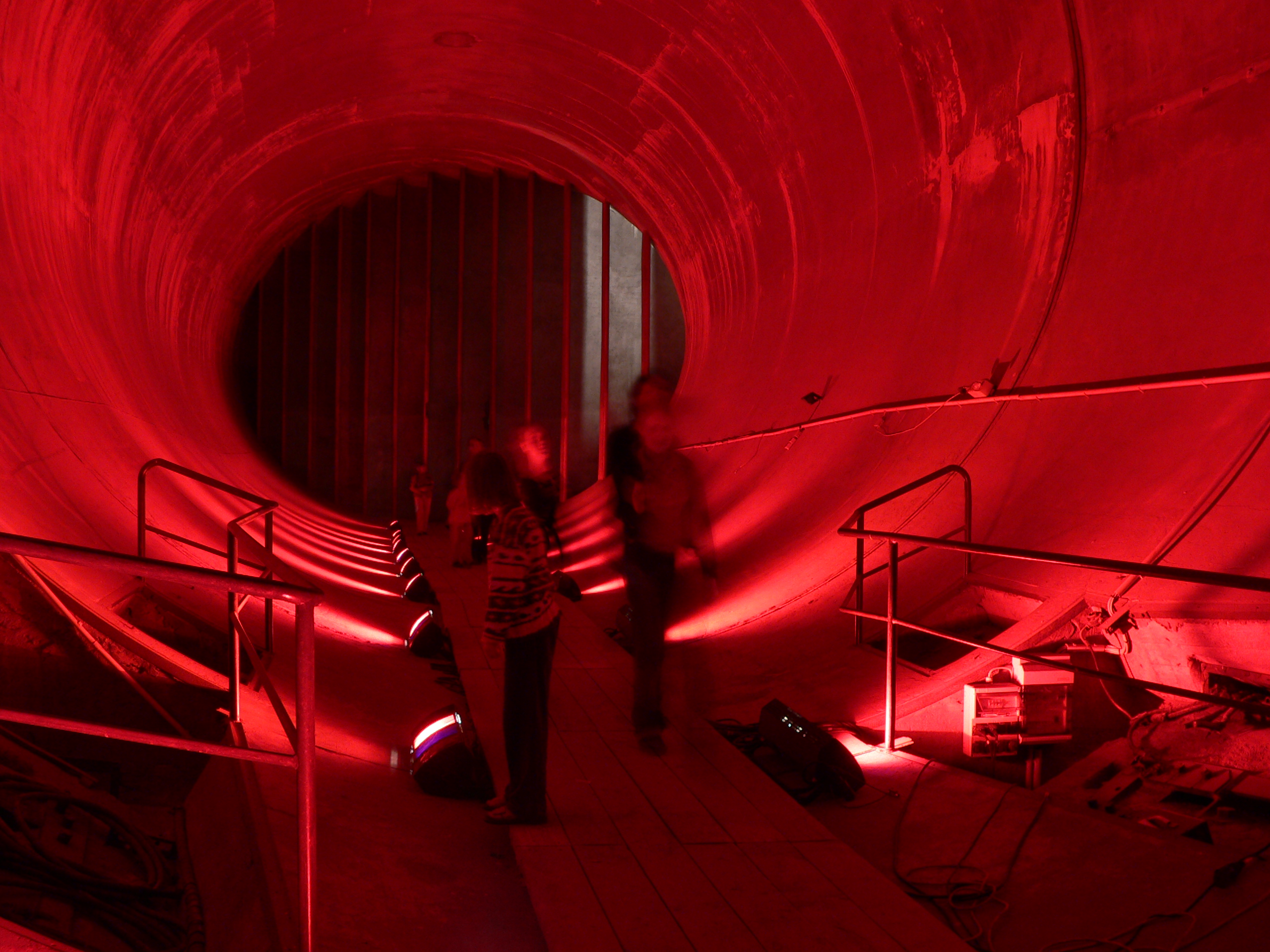
Túnel de viento Adlershof de DLR.

DLR está presente en Alemania en las siguientes localidades:
Berlín
- Berlín-Adlershof
- Instituto de la Investigación de los Planetas (Institut für Planetenforschung)
- Instituto de la Investigación del Transporte (Institut für Verkehrsforschung)
- Sistemas de información ópticos (Optische Informationssysteme)
- Aplicaciones del reconocimiento de distancia (Cluster Angewandte Fernerkundung)
- Responsabilidad de proyectos de DLR relacionados con tecnología de la información.
- Instituto de Sistemas de Navegación Espacial, Depto. Acondicionamiento de sistemas.
- DLR School Lab
- Integrado en el campus de la Technische Universität Berlin.
  - Instituto de Ingeniería de propulsión, Depto. Acústica de propulsores (Institut für Antriebstechnik, Abt. Triebwerksakustik)
- Berlín-Charlottenburg
- Berlín-Carnot-Strasse
  - Responsabilidad de proyectos de DLR relacionados con formación de trabajo y servicios

Bonn
- Bonn-Oberkassel
- Agencia Espacial (Raumfahrt-Agentur)
- Responsabilidad de proyectos de DLR relacionados con investigación de transporte areo y su tecnología
- Responsabilidad de diversos proyectos de DLR
- Oficina internacional del Ministerio de Formación e Investigación alemán BMBF, con la meta de interconectar los centros de educación superiores, centros de investigación y empresas.
- Oficina EUREKA/COST
- Oficina de la Unión Europea del BMBF
- Bad Godesberg
- Responsabilidad de diversos proyectos de DLR

Braunschweig
- Flugbetriebe
- Instituto de Aerodinámica e Ingeniería de Mecánica de Fluidos (Institut für Aerodynamik und Strömungstechnik)
- Instituto de Construcción de Plásticos de Fibra Reforzada y Adaptrónica (Institut für Faserverbundleichtbau und Adaptronik)
- Instituto de Control de Vuelo (Institut für Flugführung)
- Instituto de Ingeniería de Sistemas de Vuelo (Institut für Flugsystemtechnik)
- Instituto de Ingeniería de Sistemas de Tráfico (Institut für Verkehrssystemtechnik)
- Ingeniería de simulación y software
- Deutsch-Niederländische Windkanäle (DNW) (Canales de viento germanoholandeses)

Bremen
- Instituto de Sistemas de Vuelo Espacial (Institut für Raumfahrtsysteme)

Bremerhaven
- Instituto para la Protección de Intraestructuras Marítimas (Institut für den Schutz maritimer Infrastrukturen)

Gotinga
- Instituto de Aerodinámica y Mecánica de Fluidos (Institut für Aerodynamik und Strömungstechnik)
- Instituto de Aeroelasticidad (Institut für Aeroelastik)
- Instituto de Ingeniería de Propulsión, Depto. Ingeniería de Turbinas (Institut für Antriebstechnik, Abt. Turbinentechnologie)
- Deutsch-Niederländische Windkanäle (DNW) (Canales de viento germanoholandeses)
- DLR School Lab

Hamburgo
- Departamento de psicología para vuelos aéreos y espaciales (Abteilung Luft- und Raumfahrtpsychologie)
- Instituto de Medicina Aérea y Espacial (Institut für Luft- und Raumfahrtmedizin)
- Centro de investigación de sistemas de transporte aéreo y evaluación de tecnologías (Forschungsstelle Lufttransportsysteme und technologiebewertung)
- DLR School Lab

Colonia
- Presidencia
- Temas relacionados con los aeropuertos y el tráfico aéreo (Flughafenwesen und Luftverkehr)
- Instituto de Ingeniería de Propulsión (Institut für Antriebstechnik)
- Instituto de Medicina Aérea y Espacial (Institut für Luft- und Raumfahrtmedizin)
- Instituto de Física Material en el Espacio (Institut für Materialphysik im Weltraum)
- Instituto de Investigación de Materiales (Institut für Werkstoff-Forschung)
- Instituto de Aerodinámica y Mecánica de Fluidos Depto. Canal de viento de Colonia (Institut für Aerodynamik und Strömungstechnik, Abt. Windkanäle Köln)
- Instituto de Termodinámica Técnica, Depto. Investigación Solar (Institut für Technische Thermodynamik, Abt. Solarforschung)
- Vuelos espaciales y entrenamiento de astronautas (Raumflugbetrieb und Astronautentraining)
- Ingeniería de simulación y software
- Zentrum für Erstarrung Unterkühlter Schmelzen (ZEUS)
- DLR School Lab
- Deutsch-Niederländische Windkanäle (DNW) (Canales de viento germanoholandeses)

Lampoldshausen
- - Instituto de Propulsión para Vuelos Espaciales (Institut für Raumfahrtantriebe)
  - Oficina satélite del Instituto para Física Técnica (Institut für Technische Physik)

Neustrelitz
- Instituto de Comunicaciones y Navegación (Institut für Kommunikation und Navigation)
- Instituto de Física Solar-Terrestre (Institut für Solar-Terrestrische Physik)
- Instituto Tecnológico de Teledetección (Institut für Methodik der Fernerkundung)
- Centro Alemán de Datos por Teledetección (Deutsches Fernerkundungsdatenzentrum)
- DLR School Lab

Oberpfaffenhofen
- Grupo de aplicaciones de teledetección
- Operaciones espaciales y entrenamiento de astronautas
- Centro alemán de datos de teledetección (Deutsches Fernerkundungsdatenzentrum)
- Control de vuelo
- Instituto de Microondas y Sistemas de Radar (Institut für Hochfrequenztechnik und Radarsysteme)
- Instituto de Comunicaciones y Navegación (Institut für Kommunikation und Navigation)
- Instituto de Metódica de la Averiguación de Distancia (Institut für Methodik der Fernerkundung)
- Instituto de Física de la Atmósfera (Institut für Physik der Atmosphäre)
- Instituto de Robótica y Mecatrónica (Institut für Robotik und Mechatronik)
- Centro Alemán de Operaciones Espaciales (Deutsches Raumfahrt-Kontrollzentrum)
- DLR School Lab

Stuttgart
- Instituto de Investigación de la Construcción y sus tipos (Institut für Bauweisen- und Konstruktionsforschung)
- Instituto de Conceptos de Vehículos (Institut für Fahrzeugkonzepte)
- Instituto de Física Técnica (Institut für Technische Physik)
- Instituto de Termodinámica Técnica (Institut für Technische Thermodynamik)
- Instituto de Ingeniería de Combustión (Institut für Verbrennungstechnik)
- DLR School Lab

Trauen
Weilheim (Baviera)

## Sucursales de oficinas
Oficionas adicionales del DLR:
- Kralenriede
- Charlottenburg
- Jülich

La empresa cuenta con una plantilla aproximada de 5100 personas. Dispone de 28 emplazamientos para la verificación y el control. El DLR también tiene oficinas cercanas a sus socios internacionales en Bruselas, París y Washington D. C.. Su actual mandatario es el Profesor Dr. Johann-Dietrich Wörner.

## Proyectos
El Centro Aeroespacial Alemán ha colaborado en los siguientes proyectos:
- Mars Express
- Proyecto Galileo
- OCA-DLR
- Misión topográfica Radar Shuttle
- SOFIA